# Martin-Baker MB-1
Martin-Baker MB-1 – brytyjski samolot doświadczalny, pierwszy projekt samolotu wytwórni Martin-Baker.

## Historia
Konstruktorem samolotu był James Martin, jeden z założycieli firmy Martin-Baker. Projekt MB-1 był drugim z projektów Martina w firmie, ale pierwszym doprowadzonym do etapu budowy lotnego samolotu. Ideą przyświecającą projektowi było stworzenie konstrukcji taniej i prostej w budowie, możliwej do wykonania nawet w warsztacie ślusarskim przez gorzej wykwalifikowany personel. Wybudowano jeden prototyp, który został oblatany w marcu lub kwietniu 1935 roku z lotniska w Northolt. Za sterami maszyny siedział współwłaściciel wytwórni, Valentine Baker. Samolot otrzymał cywilną rejestracje G-ADCS. Maszyna charakteryzowała się bardzo dobrymi własnościami lotnymi. Martin-Baker próbował zainteresować samolotem Ministerstwo Lotnicze (Air Ministry). Jego przedstawiciel dokonał inspekcji samolotu w sierpniu 1939 roku, ale nie skierował go do produkcji na potrzeby lotnictwa państwowego. Historia samolotu zakończyła się w kwietniu 1940 roku. Wówczas to jedyny prototyp uległ całkowitemu zniszczeniu podczas pożaru wytwórni.

## Konstrukcja
MB-1 był wolnonośnym dolnopłatem ze stałym podwoziem z kółkiem ogonowym. Samolot napędzany był 6-cylindrowym silnikiem rzędowym chłodzonym powietrzem Napier Javelin IIIA z drewnianym, dwułopatowym śmigłem o stałym skoku. Kadłub wykonany był z metalowych rur spłaszczonych na końcach i połączonych śrubami, tworzących kratownicę będącą wewnętrznym szkieletem kadłuba samolotu. Trzy cienkościenne rury tworzyły dźwigary skrzydeł. Do dźwigarów przymocowane były żebra skrzydeł również wykonane ze stalowych rurek. W dźwigarach zainstalowano podłużne zbiorniki paliwa. Rury tworzące kratownice wykorzystano również w konstrukcji usterzenia. Skrzydła, w celu ułatwienia hangarowania były składane do tyłu. Załoga składała się z dwóch osób zajmujących miejsca w kabinie w układzie tandem. Silnik, centropłat, burty kadłuba w rejonie kabiny oraz statecznik pionowy poryte były metalowymi blachami, reszta samolotu kryta była płótnem.